# Bosquetina carinella
Bosquetina carinella is een mosselkreeftjessoort uit de familie van de Trachyleberididae. De wetenschappelijke naam van de soort is voor het eerst geldig gepubliceerd in 1957 door Reuss.